# Серра-Алта
Серра-Алта (порт. Serra Alta)  —  муниципалитет в Бразилии, входит в штат Санта-Катарина. Составная часть мезорегиона Запад штата Санта-Катарина. Входит в экономико-статистический  микрорегион Шапеко. Население составляет 3191 человек на 2006 год. Занимает площадь 90,444 км². Плотность населения — 32,5 чел./км².

## История
Город основан 26 апреля 1989 года.

## Статистика
- Валовой внутренний продукт на 2003 составляет 25.006.228,00 реалов (данные: Бразильский институт географии и статистики).
- Валовой внутренний продукт на душу населения на 2003 составляет 7 791,00 реалов (данные: Бразильский институт географии и статистики).
- Индекс развития человеческого потенциала на 2000 составляет 0,810 (данные: Программа развития ООН).